# عيد نوسرديل
عيد نوسرديل (بالسريانية: ܡܘܼܣܲܪܕܵܐ)‏، هو عيد يحتفل به الآشوريون كل سنة ويصادف مع هذا العيد أيضًا تذكار الاثني عشر رسولاً٬ يقع عادة في يوم الأحد من كل عام وفي شهر تموز حيث الحر الشديد، يشارك به الجميع أطفالاً ورجالاً ونساء وذلك بعد خروجهم مباشرة من القداديس، برش الماء في فناء الكنيسة وفي الازقة والطرق والبيوت، وفي المساء يقومون بإحياء الامسيات والحفلات الساهرة في البيوت والنوادي، حيث الاغاني والدبكات الشعبية الآشورية والأغاني القومية لتكتمل فرحة هذا العيد القومي والديني على أمل إعادته في السنة القادمة.
| عيد نوسرديل                 | الكنيسة الشرقية تحتفل سنويًا في شهر تموز بعيد نوسرديل او حسب ما يسمى أيضًا عيد الرشاش في مختلف مناطق العالم وتقام خلال هذا العيد القداديس ويتبادل المحتفلون رش المياه على بعضهم البعض وسط أجواء إحتفالية كتقليد اجتماعي | عيد نوسرديل |
| — الخوري وليم خوشابا يعقوب، | |             |

## معنى الاسم
كلمة نوسرديل أو موسردي بالاشورية مركبة حيث تتكون من مقطعين وتعني عيد الرب (الله) كما الآشوريون المسيحيون عدة تسميات على هذا العيد ومنها (موسردة)، أما بالعربية يسمى هذا الاحتفال بعيد الرشاش لأن المسيحيون يقومون في مثل هذا اليوم صغارًا وكباراً برش بعضهم بالماء.

## تأريخة
يعود تأريخ عيد نوسرديل إلى ماقبل آلاف السنين حيث كان الآشوريون يمارسون تقليد رش الماء قبل دخولهم في المسيحية وذلك أثناء احتفالاتهم بعيد (أكيتو) رأس السنة الآشورية–البابلية الجديدة في شهر نيسان، وبغية التسلية وضمن الأنشطة والطقوس الأخرى خلال الإثني عشر يومًا من الاحتفالات، وكان أول ظهور لعيد الرشاش بعد بداية البشارة المسيحية في وقت التلاميذ والرسل، حين بدء الرسل وتلامذة يسوع بتعميد الشعوب والامم بالماء وبأعداد هائلة وبصورة جماعية، بدأت عادة رش الماء تنتشر وتمارس بكثرة وعلى ضفاف الأنهار والجداول وفي مجاميع كبيرة ويرشونهم بالماء المبارك، وأستمرت إلى يومنا هذا، واصبحت تقليدًا وممارسة وعيدًا قوميًا ودينيًا في آن واحد٬ وظل هذا رمزا لتطهير النفوس من الخطيئة.

## وصلات خارجية
- فيديو لأحتفال عيد نوسرديل في بغداد-الدورة حي الاثوريين سنة 1972
- فيديو أحتفال نوسرديل سنة 2009
- تاريخ عيد نوسرديل - موقع الحركة الديمقراطية الآشورية